# Cơ quan đăng ký Internet khu vực
Cơ quan đăng ký Internet khu vực (RIR) là một tổ chức quản lý việc cấp phát và đăng ký nguồn số Internet trong một khu vực cụ thể trên thế giới. Nguồn số Internet bao gồm địa chỉ IP và số hệ thống tự quản (AS).
Có năm cơ quan RIR:

Khu vực đăng ký Internet

- Trung tâm mạng lưới thông tin châu Phi (AfriNIC)[1] cho Châu Phi
- Cơ quan đăng ký số Internet Bắc Mỹ (ARIN)[2] cho Hoa Kỳ, Canada, và một số nước thuộc vùng Caribbean.
- Trung tâm mạng lưới thông tin châu Á-Thái Bình Dương (APNIC)[3] cho Châu Á, Australia, New Zealand, và các nước vùng Thái Bình Dương
- Trung tâm mạng lưới thông tin Mỹ Latin và Caribbean (LACNIC)[4] cho khu vực Mỹ Latin và một số nước Caribbean.
- RIPE NCC[5] cho Châu Âu, khu vực Trung Đông, và Trung Á